# ちゅきこ
ちゅきことは、FM AICHIで放送されているラジオ番組「神田朱未のわたしのすきなこと。」で登場するハート型の尻尾が生えたやや丸型のキャラクター。後に同番組で放送されているラジオドラマのキャラクターとしても登場する。キャラデザインは古川愛李（SKE48）、声は神田朱未。
名前の由来は、「（「わたしのすきなこと。」のタイトルにある）『すき』をかわいく言ったもの」で、30代の男2人と女が顔を突き合わせて考えたものと、本人が発言している。なお、古川にかわいいと言われたものの、癇に障ったのか、ちゅきこに「バカにしてるのか！」と怒鳴られている。

## 番組内での設定
- 普段はスタジオ内にある「取扱注意」のシールが貼られた紫の円柱型の箱に入れられている。箱からは（何も乗っていなければ）自力で出られる模様。顔はマジックテープ製で脱着可能。神田との面識は当初はあまりなかった（ちゅきこ曰く、誰それレベル扱い）。
- 番組内では、「おしえて、ちゅきこさま」というお悩み相談コーナーのパーソナリティとして登場している。コーナー内では『伝説のラブビーナス』として紹介されている。
- 性格は短気で口も悪く、ぶっきらぼう。人見知りをしやすい。かわいげがないことについて本人は認めている。相談者にコネが大事と説いているほどの現実主義者でもある。寛容性のなさ・心の狭さをしばしば番組ブログ内で指摘されている。かわいい女の子にも弱く、コーナー宛に1通も来ていなかったにもかかわらず、古川に掴まれてにやけていたほど。ただ繊細なところもあり、ある一件で、ショックのあまり1時間半泣きながらケンタッキーフライドチキンで食べていたこともあったと語っている。
- FM AICHIのチルナちゃんや鈴鹿サーキットのコチラ・チララ、スガキコシステムズのスーちゃんといった他のマスコットキャラクターをライバル視している。

## ラジオドラマ内での設定
- ミケアの身の回りの世話をする妖精とされている。音の世界チルーナと人間界を往来できる唯一の存在でもある。
- ミケアの前では従順だが、彼女以外の前では凶暴化する。またトラブルメーカーの側面もある。

## その他
- 番組公開録音の際、ちゅきこの顔が描かれたTシャツや缶バッジ、ちゅきこを模ったストラップが販売されていた。
- オーディションの際、残酷な天使のテーゼのカップリングを歌わされたことがある。覚えていなかったため、歌えず落ちたと語っている。
- 2012年4月15日の放送では神田が不在という設定でSKEメンバーも出演しなかったのでちゅきこだけで放送がおこなわれた。
- 2013年3月31日の放送をもって、自分の生まれ育った音の世界チルーナに帰っている。